# Dysdercus mimulus
Dysdercus mimulus är en insektsart som beskrevs av Hussey 1929. Dysdercus mimulus ingår i släktet Dysdercus och familjen eldskinnbaggar.

## Underarter
Arten delas in i följande underarter:
- D. m. mimulus
- D. m. luteus